# Division 1 i Speedway
Division 1 i speedway är den näst lägsta serien för speedway i Sverige. Serien ovanför är Allsvenskan.

## 2015
- Hammarby, Stockholm
- Kavaljererna, Hagfors
- Vargarna B, Norrköping
- Masarna B, Avesta
- Västervik B, Västervik
- Nässjö, Nässjö
- Griparna B, Nyköping
- Speedway 054, Karlstad
- Team Finland, Nyköping
- Texoil Racers, Malmö
- Team Rasta, Mariestad

## 2014
- Griparna B, Nyköping
- Kavaljererna, Hagfors
- Nässjö, Nässjö
- Speedway 054, Karlstad
- Team Finland
- Team Rasta, Mariestad
- Texoil Racers, Malmö

## 2010
- Eldarna, Stockholm
- Filbyterna, Linköping
- Gasarna, Avesta
- Gnistorna, Malmö
- Hultsfreds gymnasium, Målilla
- Ikaros Smederna, Eskilstuna
- Indianerna Ungdom, Kumla
- Nässjö SK, Nässjö
- Rospiggarna, Hallstavik
- Team Värmland, Hagfors

## 2009
- Crossbone Pirates, Motala
- Eldarna, Stockholm
- Filbyterna, Linköping
- Gasarna, Avesta
- Gnistorna, Malmö
- Hultsfreds gymnasium, Målilla
- Indianerna Ungdom, Kumla
- Rospiggarna, Hallstavik
- Team Bikab, Eskilstuna
- Team Hagfors, Hagfors

## 2008
- Crossbone Pirates, Motala
- Eldarna, Stockholm
- Filbyterna, Linköping
- Gnistorna, Malmö
- Njudungarna, Vetlanda
- Rospiggarna, Hallstavik
- Team Bikab, Eskilstuna
- Team Canvac, Mariestad
- Team Dalakraft, Avesta
- Vikingarna, Örebro

## 2007
- Bysarna, Visby
- Eldarna, Stockholm
- Filbyterna, Linköping
- Gävle, Gävle
- Nässjö SK, Nässjö
- Team Canvac, Mariestad
- Team Kumla Promotion, Kumla

## 2006
- Bysarna, Visby
- Eldarna, Stockholm
- Filbyterna, Linköping
- Gävle, Gävle
- Nässjö SK, Nässjö
- Solkatterna, Karlstad
- Team Kumla Promotion, Kumla
- Vikingarna, Örebro